# Newman-Haas

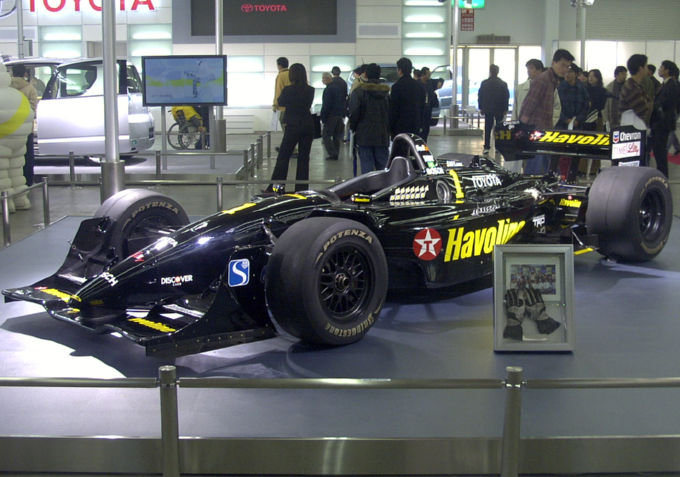
La Lola/Toyota del team Newman-Haas vincitrice nel campionato CART del 2002 col pilota brasiliano Cristiano da Matta

La Newman-Haas è stata una popolare scuderia automobilistica statunitense con sede a Lincolnshire nell'Illinois, che ha disputato principalmente il campionato statunitense Champ Car, ed è il secondo team che ha vinto più titoli (8) in questa categoria, dietro solo al team Penske (che ne ha vinti 9).
La dicitura esatta è Newman/Haas Racing, e prende il nome dai cognomi dei soci, nonché fondatori della squadra, ossia l'attore americano Paul Newman e l'ex pilota e team manager Carl Haas. Dal 2007 al 2010 è diventato socio anche l'imprenditore Mike Lanigan, e in quel periodo il team ha preso il nome di Newman/Haas/Lanigan Racing.
La scuderia deve la sua fama al fatto che è stata una delle più blasonate squadre automobilistiche americane, in quanto ha vinto diversi campionati di Formula Indy, ha preso parte alla 500 Miglia di Indianapolis, ed ha legato il suo nome a quello di famosi piloti, come ad esempio i due ex campioni del mondo di Formula Uno Mario Andretti e Nigel Mansell.

## Nascita della squadra e il primo titolo
Nel 1982 Paul Newman e Carl Haas iniziarono a discutere sulla possibilità di dare vita ad un team che potesse correre nel campionato americano di Champ Car, che al tempo si chiamava Formula CART.
In realtà Newman non era nuovo a questo genere di cose, in quanto esordì come pilota automobilistico nel 1972 alla guida di una Lotus, e durante gli anni di esperienza di driver conobbe l'imprenditore Carl Haas, anche lui pilota.
Dato che Haas aveva già lavorato come team manager, Paul Newman decise di rivolgersi a lui come comproprietario e direttore della squadra.
Detto fatto, grazie alle finanze di cui i due disponevano, nacque la nuova squadra, che esordì nel campionato del 1983.
Il team corse con una sola auto, una Lola-Cosworth, e come pilota venne ingaggiato Mario Andretti, il quale era un veterano della serie, aveva vinto innumerevoli gare e nel 1978 si era aggiudicato pure il campionato di Formula 1.
La squadra fu subito competitiva, infatti Andretti regalò a Newman e Haas le prime due vittorie della storia, nelle gare di Elkhart Lake e Las Vegas. Inoltre partì dalla pole position a Cleveland e ad Elkhart Lake (prime due pole del team).
Grazie a questi acuti, ed altri buoni piazzamenti, Mario Andretti arrivò terzo in campionato; un risultato di tutto rispetto, soprattutto se si pensa che la squadra era al suo primo campionato.
Nel 1984 il team continuò a gareggiare solo con una vettura, e venne riconfermato come pilota Mario Andretti, grazie anche al nuovo sponsor Budweiser, che permise di pagare il faraonico ingaggio dell'italo-americano.
La scelta si rivelò azzecata, infatti dal terzo posto la squadra passò al primo, grazie a 6 vittorie, e dopo essere partiti 8 volte in pole e aver stabilito 10 record di pista.
Questo campionato è stato anche l'ultimo vinto da Mario Andretti, che però, grazie a queste performance e alle sue capacità di guida, rimarrà un punto fisso del team fino al 1994, anno del suo ritiro dalle corse a tempo pieno (visto che sporadicamente torna a guidare).

## Gli anni difficili
Dopo l'84, la squadra non ha più corso ai livelli che l'avevano contraddistinta nelle due stagioni precedenti. Infatti non vince più il campionato, anche se si impone in qualche gara. 
Nel 1985 ottenne 3 vittorie e 3 pole position, oltre al secondo posto finale alla 500 Miglia di Indianapolis, e sostanzialmente non stava gareggiando male. Tuttavia Andretti (che continuava ad essere l'unico pilota del team), si infortunò e venne sostituito nella gara di Elkhart Lake da Alan Jones (campione del mondo di Formula 1 nel 1980), il quale ottenne il terzo posto.
Dalla gara successiva, Andretti tornò alla guida della Lola-Cosworth, ma non fu più competitivo come nelle gare precedenti l'incidente. Al termine della stagione la squadra si classificò quinta.
Anche la stagione 1986 non fu esaltante, e Andretti si aggiudicò 2 gare e 3 pole che gli valsero nuovamente il quinto posto finale; tuttavia la stagione venne caratterizzata dalle lotte tra Mario e il figlio, Michael Andretti.
Grazie alle sue brillanti prestazioni, che misero alla frusta il veterano, Michael riuscirà di lì a poco a far parte della stessa scuderia del padre.
Nell'87 vi fu la novità di un nuovo motore, il Chevrolet/Ilmor, in luogo del vecchio Cosworth, mentre il telaio rimaneva quello della Lola. Andretti guidò nuovamente senza compagni di team, e ottenne ben 8 pole position, tra le quali è inclusa quella della 500 Miglia di Indianapolis, l'unica ottenuta dalla squadra sulla pista dell'Indiana. Ma ciò non bastò per tornare ai vertici, e anzi vi fu un passo indietro, perché con le sole 2 vittorie (le prime per la Chevrolet/Ilmor), venne raggiunto solo il sesto posto in campionato. Nel 1988 la squadra corse per l'ultima volta con un solo pilota (sempre Mario Andretti), e vinse 2 gare ma non realizzò nessuna pole, però guadagnò un posto in campionato, dal sesto al quinto.
Le novità del 1989 furono due: la prima fu il fatto che il team entrò nella storia, perché assunse Michael Andretti e lo affiancò al padre Mario, formando la prima coppia di piloti composta da padre e figlio; la seconda furono i nuovi sponsor Kmart e Havoline, che misero a disposizione nuove finanze e resero più competitiva la squadra negli anni successivi.
Il team vinse 2 gare e ottenne 2 pole grazie a Michael Andretti che si classificò terzo in campionato, mentre Mario chiuse sesto.
Nel 1990 la squadra tornò a correre definitivamente ai livelli che le competevano, e quest'annata fu solo un'anticipazione delle tre stagioni seguenti. Michael vinse 5 gare, ottenne 4 pole e diventò vicecampione della serie col 2º posto in classifica; Mario ottenne il settimo posto, ma grazie anche a lui vennero realizzate due doppiette (1º Michael, 2º Mario), nelle gare di Portland e Mid-Ohio.

## Ritorno alla vittoria

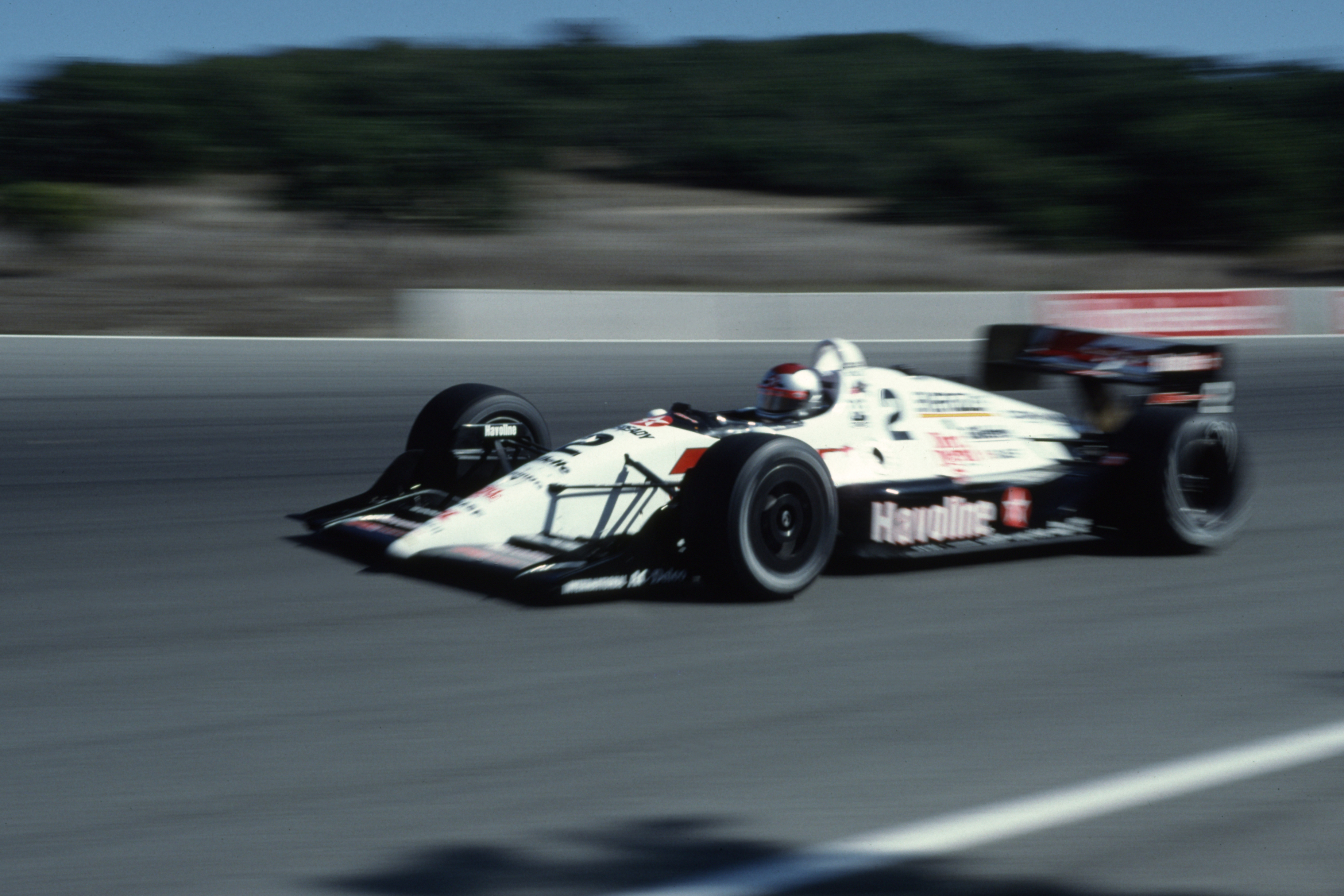
Michael Andretti vince il campionato CART 1991 col team Newman-Haas

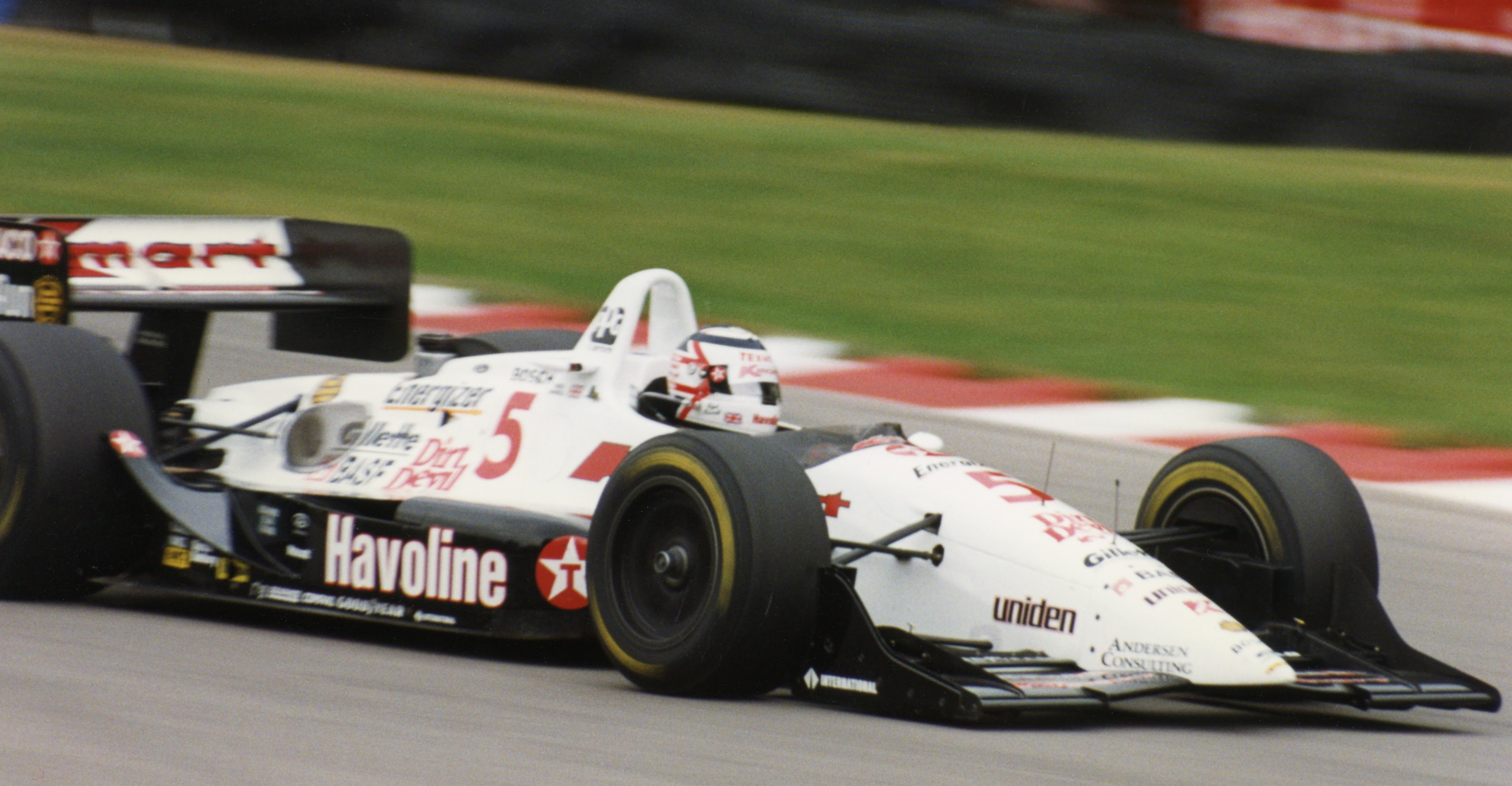
Nigel Mansell alla guida della Lola del team Newman-Haas nel 1993

Nel 1991 inizia un periodo estremamente positivo per la squadra, che si concluderà nel 1993. 
Nel '91 infatti, Michael vince il campionato e riporta il titolo che mancava dall'84; un'altra volta è un Andretti a regalare questa gioia a Newman e Haas.
Il pilota statunitense vince 8 gare, realizza 8 pole position e 15 record di pista; inoltre grazie a Mario, che chiude 7º in classifica, si consegue un'altra doppietta (questa volta a Toronto).
Nel 1992 i piloti rimangono gli stessi, ma non il motore; infatti i dirigenti del team decidono di tornare a usare i propulsori Ford-Cosworth, che permettono di vincere 5 gare e realizzare 8 pole, ma il titolo è mancato per un soffio.
Michael è secondo in classifica dietro a Bobby Rahal, per soli quattro punti. Tuttavia la stagione si chiude bene, con la doppietta nella gara finale, sul circuito di Laguna Seca. Da segnalare l'assenza per infortunio di Mario Andretti nella gara di Detroit, dove viene sostituito da Teo Fabi, che parte terzo e finisce sesto.
Nel '93 però il titolo torna alla scuderia di Paul Newman. Michael Andretti lascia il team, per correre in Formula 1 con la McLaren, e viene rimpiazzato dal campione del mondo in carica di Formula 1, l'inglese Nigel Mansell.
Non è una scelta di ripiego, infatti la squadra dispone di un dream team, formato da due campioni del mondo, visto che Mario continua a gareggiare a fianco al britannico. Nonostante sia al suo primo anno nella categoria americana, Nigel vince 5 gare e realizza 7 pole, che gli permettono di ottenere il titolo. Mario è sesto in classifica generale, torna alla vittoria (1) dopo cinque anni di digiuno, e ottiene una pole, cosa che non gli riusciva dall'87.

## La nuova crisi

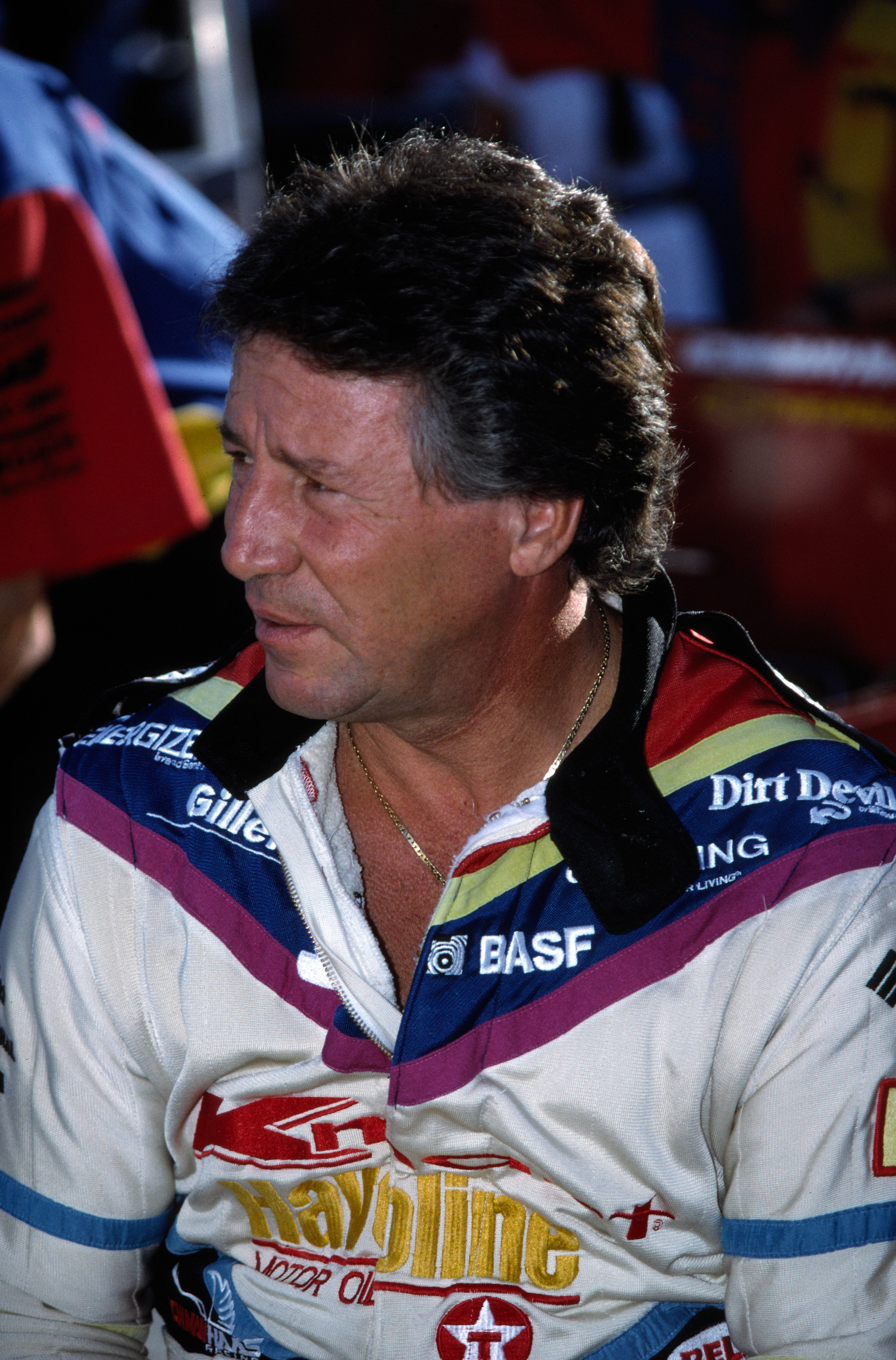
Mario Andretti si ritira dalle competizioni nel 1994, dopo aver corso col team Newman-Haas una delle peggiori stagioni della sua carriera

Dal 1994 la squadra passa un periodo di profonda crisi, che la vede affermarsi solo saltuariamente. Per rivederla vincente bisognerà aspettare il 2002. 
Il '94 è l'anno peggiore per il team a stelle e strisce, infatti ottiene solo 3 pole (non il peggior risultato di sempre), ma non vince neanche una gara (unica stagione in cui non ha mai vinto); il campione in carica Mansell non riesce a confermare il titolo dell'anno prima, piazzandosi 8º in classifica, mentre Mario Andretti chiude addirittura 14º. Prima di allora la scuderia non era mai scesa oltre la 6ª posizione. Va detto che quella del '94 è l'ultima stagione agonistica sia per il britannico che per l'italo-americano.
Nonostante questo, però, il nome Andretti rimane legato al team, in quanto nel 1995 Mario è rimpiazzato da Michael, che risulterà quarto al termine dell'anno, grazie a una vittoria e 3 pole. Mansell passa il testimone al promettente pilota canadese Paul Tracy, che non parte mai in pole, ma vince due gare e chiude 6º in campionato. Ma nonostante le buone prestazioni, nel 1996 Tracy non viene riconfermato alla guida della vettura, e lascia il volante a Christian Fittipaldi (nipote dell'ex campione del mondo di Formula 1 Emerson Fittipaldi), mentre Michael continua a rimanere nel team. Nessuno dei piloti ottiene pole, ma Michael vince 5 gare, le quali non bastano per battere Jimmy Vasser, che diventa campione davanti all'americano grazie a una miglior costanza di risultati. Fittipaldi non vince neanche una gara, ma ottiene un discreto 5º posto.
Nel 1997 viene scelto di gareggiare con un nuovo telaio, l'americano Swift.
Non si rivela una scelta felice, infatti viene vinta solo una gara (Michael Andretti), e non viene realizzata neanche una pole position. Michael conclude 8º, e Fittipaldi 15º. Il piazzamento di quest'ultimo è influenzato anche da un incidente che lo tiene fermo per sei gare, nelle quali è sostituito da un altro brasiliano, Roberto Moreno, che però al massimo arriva quinto a Detroit e nemmeno lui riesce a vincere o a ottenere pole.
Nel 1998 la stagione inizia bene, con la vittoria di Andretti nella gara inaugurale a Miami, ma durante l'anno si ritira ben 8 volte, giungendo settimo in campionato.
Fittipaldi ottiene due terzi posti, ma subisce un altro incidente e Moreno torna a sostituirlo, nuovamente senza fortuna.
Christian conclude il campionato in 14ª posizione, mentre Michael ottiene la sola pole stagionale del team.
Quella del 1999 è l'ultima stagione col telaio Swift che fa spazio al Lola, e i piloti ottengono una vittoria e una pole ciascuno, facendoli salire in classifica al 4º posto (Michael Andretti) e 7º (Christian Fittipaldi).
Però il pilota brasiliano salta cinque gare per un nuovo infortunio, e Moreno lo rimpiazza ancora una volta, ma non è capace di risultati significativi.
Nel 2000 Michael Andretti corre per l'ultima volta con la squadra di Paul Newman, e fino alla 19ª gara sulle venti del campionato potrebbe tornare campione, ma la rottura del motore gli impedisce l'impresa e lo relega all'8º posto finale in classifica dopo 2 vittorie stagionali e nessuna pole. Fittipaldi vince una gara, ma ne salta un'altra per i postumi di un incidente durante dei test; questa volta nessun pilota lo sostituisce e si classifica 12º in campionato.
Col 2001 si concludono le tribolate otto stagioni della squadra americana, che decide di usare i motori fabbricati dalla Toyota anziché quelli Ford. I piloti sono tutti e due brasiliani, visto che, oltre a Fittipaldi, c'è anche Cristiano da Matta (al posto di Michael Andretti). Per la prima volta nella sua storia, il team corre senza un Andretti. Fittipaldi ottiene non più di un terzo posto, e in classifica è 15º, mentre il nuovo pilota vince tre gare e conclude 5º. Nessuno dei due ottiene pole position.

## Dal titolo di da Matta al poker di Bourdais

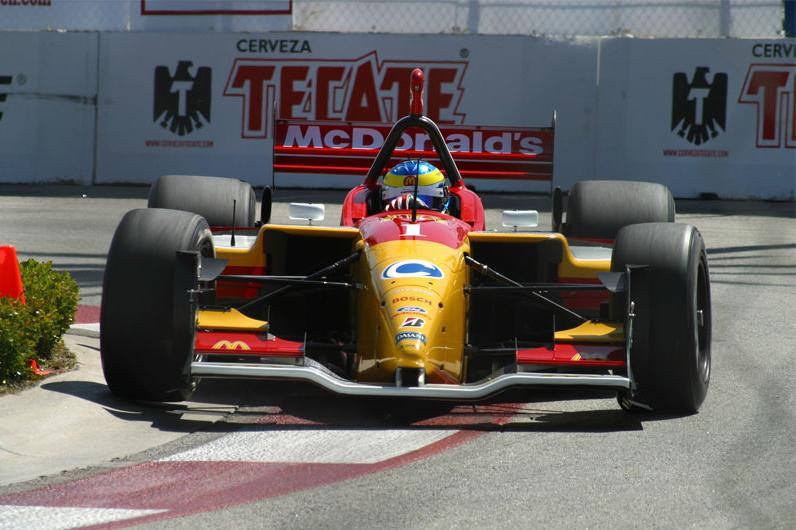
Sébastien Bourdais durante il campionato Champ Car 2005 col team Newman-Haas

Arriviamo al 2002, anno in cui Cristiano da Matta è capace di 7 vittorie e 7 pole position. Queste prestazioni regalano il titolo al pilota brasiliano e gli aprono le porte della Toyota, che lo ingaggia per disputare il campionato di Formula 1.
La squadra torna alla vittoria del campionato dopo nove anni di astinenza e sofferenze. Fittipaldi non vince gare e non parte in pole, ma è molto costante e alla fine dell'anno agguanta il quinto posto finale.
Nel 2003, per la prima volta nella sua storia, la squadra dispone di due nuovi piloti, visto che nelle stagioni precedenti almeno uno dei due aveva già corso per il team. Si tratta di Bruno Junqueira che rileva da Matta, e Sébastien Bourdais che sostituisce Fittipaldi, il quale decide di correre nella categoria NASCAR. Il francese Bourdais vince 3 gare e parte 5 volte in pole, ma al termine del campionato il brasiliano Junqueira gli sta davanti concludendo al secondo posto, nonostante quest'ultimo abbia vinto meno gare (2) e ottenuto meno pole (2). Il pilota transalpino infatti è stato meno costante e si classifica quarto, ma si capisce subito che è più veloce.
Infatti si laurea campione nel 2004 con 7 vittorie, mentre Junqueira finisce secondo con 2 vittorie e numerosi podi, consolidando il dominio della squadra.
Il francese si conferma campione anche nel 2005, ma la stagione della squadra è stata segnata dall'infortunio di Junqueira alla 500 Miglia di Indianapolis, che lo costringe a saltare il resto della stagione dopo un promettente inizio di campionato, con una vittoria e un terzo posto in due gare. Per il resto dell'anno viene sostituito da Oriol Servià, che vince una gara e finisce secondo in campionato.
Il 2006 segna il ritorno di Junqueira alle corse, senza però riuscire a vincere una gara. Bourdais si ripete ed è campione con 7 vittorie.
Nel 2007 Bourdais vince il quarto campionato di fila con 8 vittorie. Come seconda guida Graham Rahal sostituisce Junqueira, cogliendo un secondo posto dietro al compagno di squadra a Houston. Questa gara segna la centesima vittoria della squadra.
Questa è anche l'ultima stagione per la Champ Car, che l'anno dopo si fonde con l'IndyCar Series.

## Piloti
- Mario Andretti (1983-1994)
- Alan Jones (1985)
- Michael Andretti (1989-1992, 1995-2000)
- Teo Fabi (1992)
- Nigel Mansell (1993-1994)
- Paul Tracy (1995)
- Christian Fittipaldi (1996-2002)
- Roberto Moreno (1997-1999)
- Cristiano da Matta (2001-2002)
- Bruno Junqueira (2003-2006)
- Sébastien Bourdais (2003-2007)
- Oriol Servià (2005, 2009, 2011)
- Graham Rahal (2007-2010)
- Justin Wilson (2008)
- Alex Lloyd (2009)
- Robert Doornbos (2009)
- Hideki Mutoh (2010)
- James Hinchcliffe (2011)